# Pohorje (gebergte)
De Pohorje (Duits: Bachergebirge) is een gebergte in het noorden van Slovenië, nabij de steden Dravograd en Maribor. De Pohorje bestaat uit metamorf gesteente en maakt geologisch deel uit van de oostelijke Centrale Alpen, hoewel het door zijn ligging ten zuiden van de Drava gewoonlijk tot de Zuidelijke Kalkalpen gerekend wordt.

## Toppen
De belangrijkste toppen van de Pohorje zijn:
- Rogla (1517 m)
- Črni vrh (1543 m)
- Velika Kopa (1543 m)
- Veliki Vrh (1347 m)